# Ortignano Raggiolo
Ortignano Raggiolo ist eine italienische Gemeinde mit 837 Einwohnern (Stand 31. Dezember 2023) in der Provinz Arezzo in der Region Toskana.
Die Fraktion Raggiolo ist Mitglied der Vereinigung I borghi più belli d’Italia (Die schönsten Orte Italiens).

## Geografie

Lage von Ortignano Raggiolo in der Provinz Arezzo

Die Gemeinde erstreckt sich über rund 37 km². Sie liegt etwa 25 km nordwestlich der Provinzhauptstadt Arezzo und 40 km südöstlich der Regionalhauptstadt Florenz im Casentino-Tal und in diesem im Teggina-Tal (Valle del Teggina) entlang des Flusses Teggina (14 von 14 km im Ortsgebiet). Ortignano Raggiolo liegt in der klimatischen Einordnung italienischer Gemeinden in der Zone E, 2 377 GR/G.
Zu den Ortsteilen zählen Badia a Tega (648 m s.l.m., ca. 50 Einwohner), Ortignano (483 m, ca. 150 Einwohner), Raggiolo (586 m, ca. 130 Einwohner), San Piero in Frassino (351 m, ca. 250 Einwohner) und Villa (500 m, ca. 75 Einwohner).
Die Nachbargemeinden sind Bibbiena, Castel Focognano, Castel San Niccolò, Loro Ciuffenna und Poppi.

## Geschichte
Der Ort entstand im Jahre 1873 als Fusion aus den bis dahin unabhängigen Gemeinden Ortignano und Raggiolo. Der Name von Ortignano wurde 1247 das erste Mal erwähnt und stammt wahrscheinlich von dem römischen Namen Hortinius ab, der Name von Raggiolo dagegen wurde bereits 967, noch unter dem Namen Ragiola, attestiert. Er entstammt dem lateinischen Wort Radius, hier im Sinne von Grenzlinie. Zu Ortignano gehörten die Ortsteile Badia a Tega, Frassina und Uzzano Casentinese, Raggiolo dagegen besaß dagegen keine. Im 13. Jahrhundert gehörte Ortignano zu den Grafen Guidi, die dort die Burg errichteten. Raggiolo gehörte dagegen zu der Ubertini-Familie. Im darauffolgenden Jahrhundert wurden beide Orte von der Republik Florenz besetzt und Karl IV. teilte sie dem Bischof von Arezzo, Boso degli Ubertini, zu. Von dort an gehörten die beiden Gemeinden fortwährend, mit Ausnahme der Napoleonischen Besetzung am Anfang des 19. Jahrhunderts, dem Herzogtum Toskana an.

## Sehenswürdigkeiten

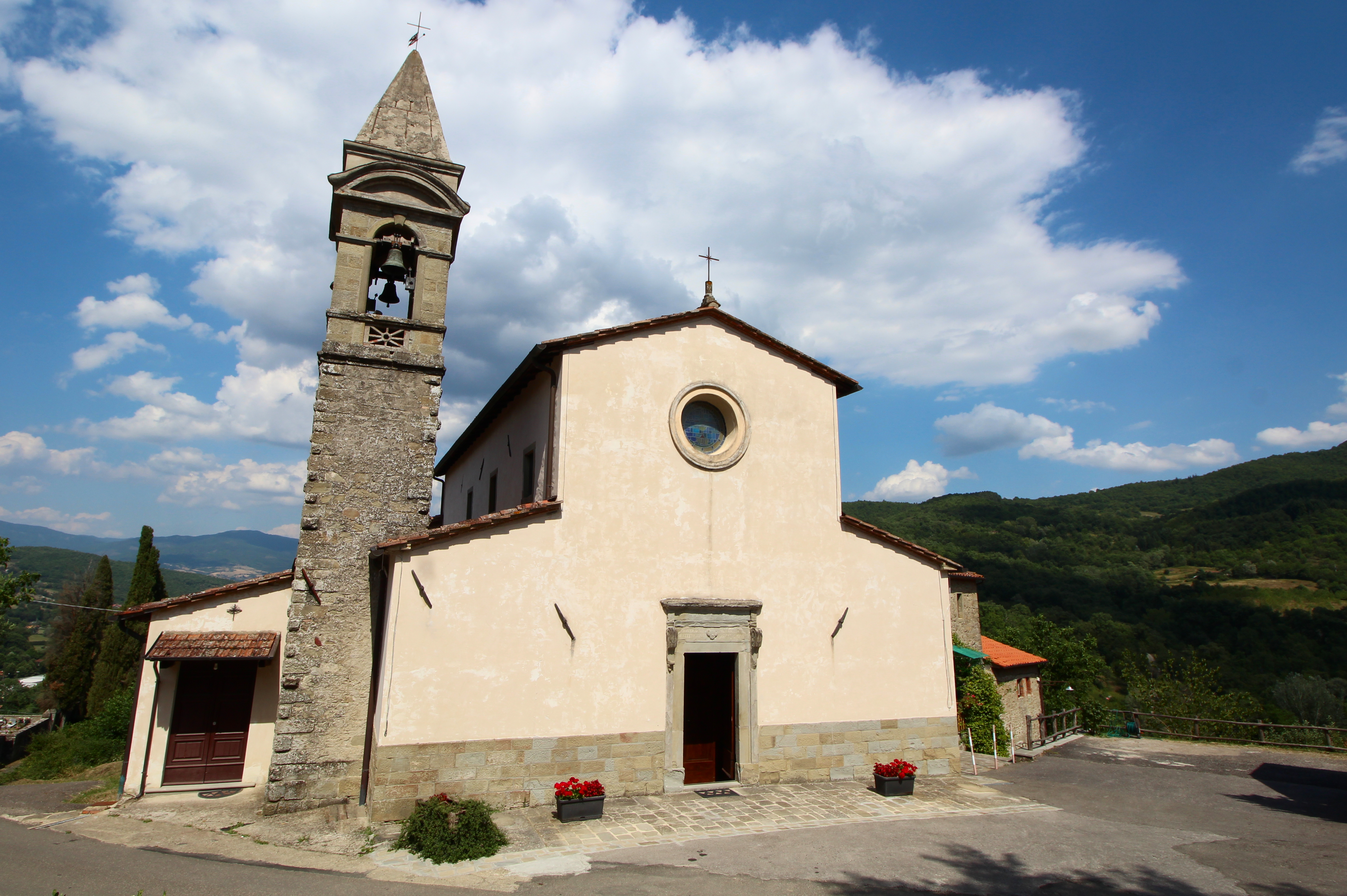
Die Kirche Santi Margherita e Matteo in Ortignano

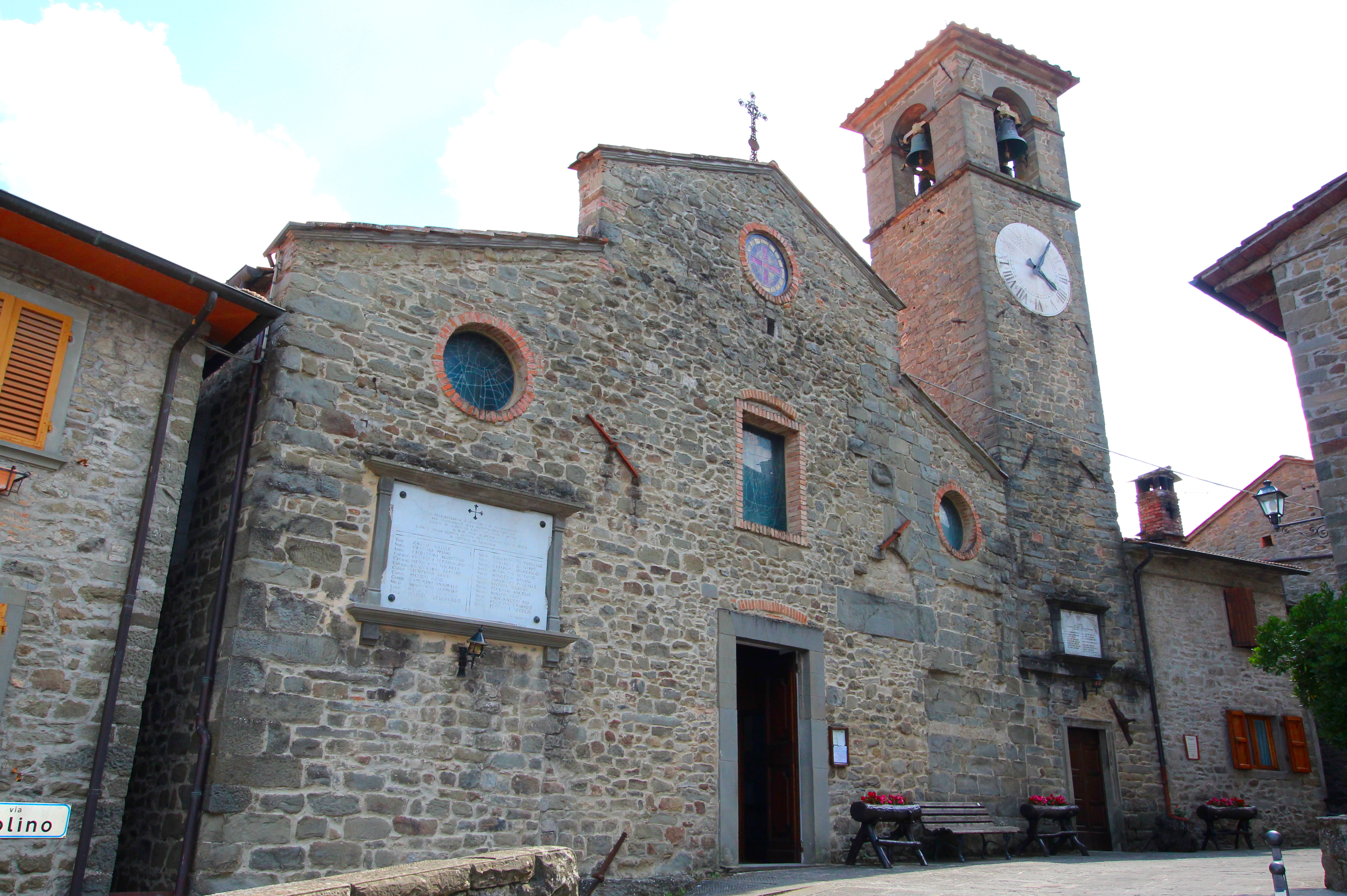
Die Kirche San Michele in Raggiolo

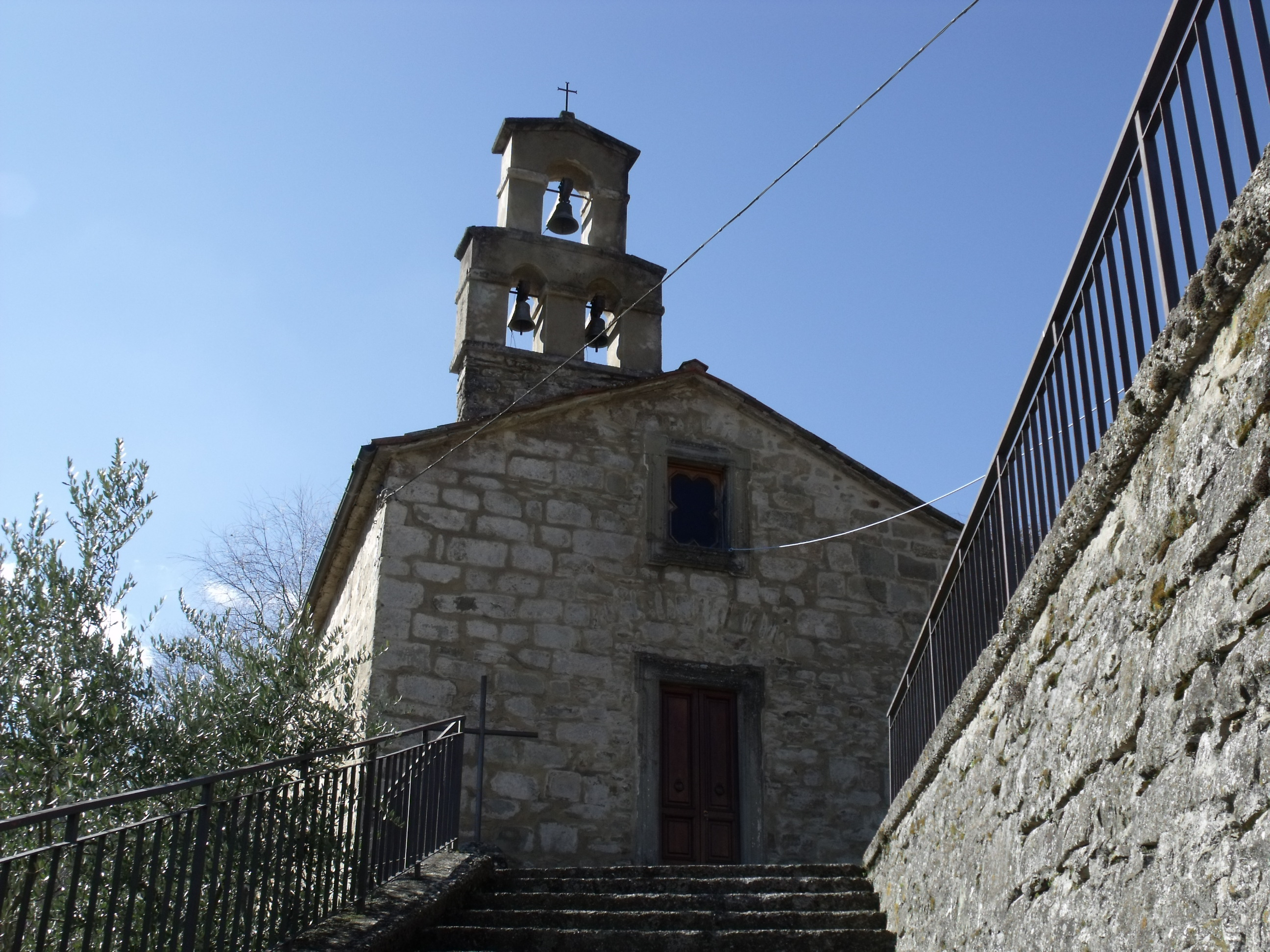
Die Kirche Sant’Antonio im Ortsteil Badia a Tega (Ortignano)

- Chiesa dei Santi Margherita e Matteo, Pieve im Ortsteil Ortignano, die 1699 den Titel Pieve erhielt. War zunächst der Santa Margherita geweiht und enthält das Gemälde Madonna con il Bambino von Giacomo Pacchiarotti.[8]
- Chiesa di Sant’Antonio, Kirche im Ortsteil Badia a Tega (Ortignano), die durch die Kamaldulenser entstand. Enthält das Werk Madonna con il Bambino tra San Giovannino e San Gualberto aus dem späten 16. Jahrhundert, welches der Schule des Raffaellino del Colle zugeschrieben wird sowie zwei Leinwandgemälde (Anima dannata und Angeli del Paradiso) aus dem frühen 17. Jahrhundert.[8]
- Chiesa di San Michele, Kirche in Raggiolo, die ursprünglich Teil des Palastes der Guidi war. Wurde im 18. Jahrhundert zur Pieve erklärt und 1829 restauriert. Enthält die Werke Madonna col Bambino (der Werkstatt des Donatello zugeschrieben) und Redentore (der Werkstatt des Andrea Ferrucci zugeschrieben), beides Werke aus dem 15. Jahrhundert.[8]
- Cappella del Sepolcreto, Kapelle im Ortskern von Raggiolo aus dem 14. Jahrhundert, wurde im 20. Jahrhundert renoviert.[9]
- Museo della Castagna, Kastanienmuseum in Raggiolo.[3][10]

## Persönlichkeiten
- Cesare Zacchi (1914–1991), römisch-katholische Geistlicher und Bischof